# Tram STEL serie 116-123
Le vetture serie 116 ÷ 123 della STEL, poi passate all'ATM di Milano, erano una serie di elettromotrici tranviarie, progettate per il traino di treni locali sulle tranvie interurbane milanesi.

## Storia
Le elettromotrici serie 116 ÷ 123 furono ordinate dalla STEL alle Officine Elettroferroviarie Tallero di Milano nel giugno 1936, al fine di potenziare il servizio locale sulla tranvia interurbana Milano-Monza.
Consegnate nel 1937, costituivano l'evoluzione delle elettromotrici serie 110 ÷ 115, costruite due anni prima dalla Breda e dalle quali riprendevano l'aspetto esteriore quasi senza variazioni.
Dal 1939 le vetture entrarono a far parte del parco sociale ATM, mantenendo la stessa numerazione, e da una statistica del 1957 risultavano ancora tutte in esercizio, suddivise fra i depositi di Monza Borgazzi (5 unità), Milano Molino (1 unità) e Milano Teodosio (2 unità).
Alla chiusura della linea Milano-Monza avvenuta nel 1966, le OEFT vennero quasi tutte radiate e demolite; e si salvò soltanto l'unità 122, assegnata al deposito di via Messina, con il compito di svolgere servizio sulla diramazione per Milanino, sino alla chiusura di tale linea nel 1999. Nel corso degli anni '80 la 122 venne dotata di pantografi monobraccio, in sostituzione dei vecchi trolley.
Al 2011 l'unità 122 risultava ancora esistente e rimessata in buone condizioni al deposito di Desio ma dopo la chiusura dell'impianto è stata abbandonata con altro materiale tranviario nella struttura ed oggetto nel tempo di atti vandalici prima del suo trasferimento nel luglio 2022 presso il deposito di Precotto.

## Livree
Le vetture entrarono in servizio nella livrea bianco gesso tipica dei mezzi STEL, con il passaggio all'ATM le stesse assunsero una colorazione a due toni di verde, simile a quella dei tram urbani, ma con un caratteristico disegno frontale "a scudo".
 In periodo bellico, però, il tetto divenne scuro; venne ricolorato nel secondo dopoguerra con il tono di verde più chiaro della vettura, quello posto nella parte superiore a livello dei finestrini.
L'unità 122, unica sopravvissuta alle demolizioni degli anni sessanta, fu successivamente dipinta in livrea "arancio ministeriale" con banda nera.